# Senecio runcinifolius
Senecio runcinifolius là một loài thực vật có hoa trong họ Cúc. Loài này được J.H.Willis miêu tả khoa học đầu tiên năm 1952.